# Bakung (Jogonalan)
Bakung is een bestuurslaag in het regentschap Klaten van de provincie Midden-Java, Indonesië. Bakung telt 2341 inwoners (volkstelling 2010).